# Gia (Eneide)
Gia (in latino Gyas) è un personaggio dell'Eneide di Virgilio.

## Il mito
Giovane luogotenente di Enea, nel quinto libro dell'Eneide Gia comanda la Chimera, la più grande delle quattro navi che partecipano alla gara indetta in Sicilia per commemorare la morte di Anchise, avvenuta un anno prima.
Nella gara Gia, dopo aver tenuto a lungo la prima posizione, la perde perché il suo timoniere Menete, per prudenza, si tiene troppo lontano dagli scogli. Quando Cloanto lo supera, Gia si infuria e si sfoga su Menete gettandolo in mare e costringendolo a raggiungere a nuoto la riva dove gli altri assistono alla competizione.
Alla fine, la sua nave arriva al terzo posto.
Nella guerra fra Troiani e Italici, Gia ha modo di distinguersi durante uno scontro tagliando la testa a Ufente, uno dei principali nemici, come è scritto nel dodicesimo libro del poema.
Gia era considerato il capostipite della gens Gegania, anche se nel poema virgiliano ciò non viene espressamente detto.

## Omonimia
Questo Gia non va confuso con un omonimo presente nel poema, partecipante anch'egli alla guerra troiano-italica (un latino figlio di Melampo che viene ucciso da Enea insieme al fratello Cisseo).